# Ponte de Bayonne
A Ponte de Bayonne é uma ponte em arco que atravessa o Rio Kill Van Kull entre Staten Island, Nova Iorque e Bayonne, Nova Jérsia. Fica entre as rodovias New York State Route 440 e a New Jersey Route 440, com as duas estradas se ligando no limite estadual no centro do rio. Tem o sexto vão principal em arco de aço mais longo do mundo, o mais longo do mundo aquando da sua conclusão. A ponte é também uma das quatro pontes que ligam Nova Jérsia a Staten Island; as outras duas pontes rodoviárias são a Ponte de Goethals em Elizabeth e a Outerbridge Crossing (que também transporta a Route 440) em Perth Amboy, e o vão apenas ferroviário é a Ponte de Elevação Vertical Arthur Kill, todas elas atravessando o Arthur Kill.
A estrada original de quatro faixas foi concebida para a Port Authority of New York and New Jersey pelo mestre construtor de pontes suíço Othmar Ammann e pelo arquiteto Cass Gilbert. Concluída em 1931, incluía um passadiço e oferecia um espaço vertical de 46 m acima da água.
Um projeto da Autoridade Portuária para aumentar o espaço necessário para acomodar os navios Neopanamax começou em 2013, elevando-o em cerca de 20 m para 66 m até 8 de junho de 2017. As novas estradas foram inauguradas em 24 de maio de 2019, cada uma com duas faixas de tráfego motorizado unidirecional e bermas para veículos deficientes, para além de um caminho separado para peões e ciclistas.

## Projeto
A Ponte de Bayonne foi projetada pelo mestre construtor suíço Othmar Ammann e pelo arquiteto Cass Gilbert. A ponte atravessa o Rio Kill Van Kull entre Port Richmond, em Staten Island, Nova Iorque, e Bayonne, no Condado de Hudson, Nova Jérsia. A ponte foi construída num ângulo de 58° em relação ao Rio Kill Van Kull, paralelamente às redes de ruas de Bayonne e Port Richmond, Staten Island, exigindo um vão mais longo do que se a ponte tivesse sido construída perpendicularmente à reta. O comprimento total da ponte é de 1.760 m.

### Asfalto
Tal como foi construída, a Ponte de Bayonne continha um asfalto com 511 m de comprimento, sem pilares intermédios. O vão principal estava ligado a viadutos em ambas as extremidades. O viaduto de Port Richmond tinha 610 m de comprimento e o viaduto de Bayonne tinha 920 m de comprimento, suportado por pilares que variavam entre 6,1 e 33,5 m de altura. A ponte originalmente apresentava uma folga no meio do vão acima da água de 46 m, adequada para os navios mais altos da Marinha dos Estados Unidos na época. A pista de rolamento tinha 26 m de largura.
Entre 2013 e 2019, a folga da ponte foi aumentada em aproximadamente 20 m, de 46 para 66 m. Foi construída uma nova faixa de rodagem acima da faixa de rodagem existente dentro da atual estrutura em arco. Este novo espaço livre destinava-se a acolher navios Neopanamax.

### Arco
O arco parabólico em aço da Ponte de Bayonne é composto por 40 segmentos lineares. A sua corda inferior eleva-se 81 m acima de Kill Van Kull, enquanto a superior está 99 m acima da via navegável. O arco é influenciado pela Ponte de Hell Gate em Nova Iorque, projetada pelo mentor de Ammann, Gustav Lindenthal. Gilbert tinha especificado um revestimento de granito ornamental sobre a estrutura metálica como parte da proposta original, mas tal como no caso da Ponte George Washington, a pedra foi eliminada para reduzir o custo da ponte durante a Grande Depressão. Foi a primeira ponte a empregar aço manganês para as nervuras e rebites do arco principal.
Quando concluída em 1931, a Ponte de Bayonne era a ponte em arco mais longa do mundo, ultrapassando a Ponte da Baía de Sydney, a sua "ponte irmã" de arco mais maciço na Austrália, em 7,6 m e tirando a distinção da Ponte Hell Gate. A Ponte Bayonne tem um design leve, pesando apenas 15.000 t, em comparação com as 34.000 t da Ponte da Baía de Sydney. A ponte de Bayonne tem também metade da largura e 610 m de comprimento total do que a sua irmã.

## História

### História inicial e construção

#### Conceituação e antecedentes
Em 1921, a Port of New York Authority (agora Port Authority of New York and New Jersey) foi criada para supervisionar o transporte no Porto de Nova Iorque e Nova Jérsia. Na época, as pontes na cidade de Nova Iorque estavam sendo construídas em ritmo acelerado. A Port Authority inaugurou suas duas primeiras pontes entre Nova Jérsia e Staten Island em 1928: a Ponte de Goethals e a Outerbridge Crossing. Uma terceira travessia estava sendo planejada entre Port Richmond e Bayonne. Todas as três pontes foram construídas para complementar o tráfego de uma futura quarta ponte ou de um túnel de Staten Island para o Brooklyn. Inicialmente, a terceira travessia foi proposta para ser um túnel. No entanto, a Autoridade Portuária decidiu construir uma ponte, a ser projetada por Ammann e Gilbert. Ammann, que era o arquiteto-chefe da Port Authority, escolheu o projeto em arco de aço depois de rejeitar um projeto de cantilever e suspensão por considerá-lo caro e impraticável para o local, dada a exigência da Port Authority de que a ponte deveria ser capaz de acomodar a futura adição de trilhos de trânsito rápido.

#### Construção
A construção da ponte começou em 1928. Na época, ela deveria ter sido inaugurada no início de 1932 e custaria US$ 16 milhões (equivalente a US$ 284.000.000 em 2023), mas acabou custando apenas US$ 13 milhões para ser construída (equivalente a US$ 231.000.000 em 2023). A ponte teve de ser construída sem bloquear o tráfego de navios em Kill Van Kull. Para isso, os engenheiros usaram macacos hidráulicos para apoiar os dois lados do arco enquanto as duas peças, que consistiam em segmentos de treliça pré-fabricados feitos de liga de aço de alta resistência, estavam sendo construídas em direção a um ponto no meio. Posteriormente, as peças pré-fabricadas da estrutura de suporte da rodovia foram penduradas em cabos conectados ao arco.

### Abertura e século XX

#### Décadas de 1930 a 1960
A Ponte de Bayonne foi inaugurada em 15 de novembro de 1931, após cerimônias de inauguração realizadas no dia anterior. No dia da inauguração, cerca de 7.000 pedestres e 17.000 veículos cruzaram a ponte. Esperava-se que a nova travessia reduzisse o tempo médio de deslocamento dos moradores de Staten Island em 18 a 20 minutos, diminuindo a necessidade de usar a Ponte de Goethals ou a Outerbridge Crossing. A cerimônia de inauguração da Ponte de Bayonne contou com a presença de David M. Dow, o Secretário da Austrália nos Estados Unidos, e o mesmo par de tesouras douradas usadas para cortar a fita foi enviado à Austrália para o corte da fita da Ponte da Baía de Sydney quatro meses depois. Após a cerimônia em Sydney, as lâminas da tesoura foram separadas e uma delas foi enviada de volta à Autoridade Portuária. A Time se referiu aos detalhes simétricos da ponte como "impressionantes e assombrosos", enquanto a comuna de Bayonne, na França, enviou um telegrama de felicitações. O American Institute for Steel Construction selecionou a Ponte de Bayonne como a "Ponte de Aço Mais Bonita" em 1931, escolhendo-a em detrimento da Ponte George Washington. A ponte foi projetada com espaço para trilhos de trem, mas estes nunca foram construídos.
Originalmente, os pedestres eram obrigados a pagar um pedágio. Essa prática foi eliminada em 1940, quando as cabines de cobrança foram demolidas. A balsa de Bergen Point, que fazia o paralelo com a ponte, permaneceu em serviço até 1961.: 174
Entre 1939 e 1942, durante a Segunda Guerra Mundial, o espaço sob o acesso da ponte de Bayonne a Staten Island tornou-se o local de armazenamento do Projeto Manhattan da Archer Daniels Midland, utilizado para armazenar urânio. O material foi usado nas armas nucleares desenvolvidas durante o Projeto Manhattan, e cerca de 2.007 barris pesando 1.095 t foram armazenados sob a ponte. Devido à longa meia-vida e à alta radioatividade do minério de urânio não refinado, o local ficou altamente poluído e, mais tarde, foi designado como um local federal do Superfund. A limpeza pelo U.S. Army Corps of Engineers estava programada para ser concluída até o final de 2023.
A cabine de pedágio foi reformada em um projeto de embelezamento realizado em 1951 pela Autoridade Portuária e pela cidade de Bayonne. Em 1956, alguns terrenos sob o viaduto de aproximação de Nova Jérsia foram reservados para criar o Juliette Street Playground. Uma nova praça de pedágio em Staten Island foi criada em 1964. Além disso, o tabuleiro da ponte foi ampliado. Em 1966, a praça de pedágio de Staten Island foi alterada significativamente, substituindo as cabines de pedágio originais por seis cabines de pedágio modernas e ampliando o viaduto próximo à praça de pedágio. O projeto também fez modificações elétricas e instalou nova iluminação.

#### Década de 1970 a 1990
A praça de pedágio parou de cobrar pedágio dos motoristas que iam para Nova Jérsia em 1970, com três das cabines de pedágio sendo demolidas. Desse momento em diante, os pedágios só seriam cobrados dos veículos que entrassem em Staten Island e saíssem de Bayonne. Para economizar energia durante a crise do petróleo de 1973, a iluminação decorativa do arco foi desligada temporariamente naquele ano. A ponte tornou-se um Marco Histórico Nacional de Engenharia Civil em 1985.
Em 2 de outubro de 1990, o tráfego de caminhões pesados foi temporariamente proibido depois que um guindaste rebocado por um rebocador atingiu o vão central. A ponte foi reaberta dois dias depois, com o tráfego reduzido a uma faixa para permitir que a ponte fosse submetida a reparos de emergência. Em 12 de outubro de 1991, a ponte foi fechada para inspeção e reparos depois que a lança de carregamento de um navio porta-contêineres danificou cinco das vigas de sustentação dos arcos.
Em 1995, um sistema de segurança CCTV com câmeras 24 horas por dia, 7 dias por semana, foi instalado ao longo da passarela para monitorar e evitar danos pessoais. Além disso, foi instalada nova iluminação nas praças e nos acessos, e foram feitas melhorias na rampa de saída da Morningstar Road em um contrato separado. A ponte começou a aceitar o E-ZPass em junho de 1997, tornando-se a primeira ponte do PANYNJ a começar a aceitar o sistema. Em 1999, a ponte foi amplamente reabilitada. O pavimento da pista foi removido, o tabuleiro de concreto, as juntas de expansão e os embornais de ambos os acessos foram substituídos, o tabuleiro de concreto, as juntas e os embornais do vão central foram reparados e um pavimento de concreto modificado com látex foi colocado na pista. Os membros de aço da superestrutura e os pilares de concreto de toda a ponte também foram reparados. Mais tarde, no mesmo ano, plataformas permanentes de manutenção e construção foram construídas sob a pista e os acessos para facilitar a inspeção.

### Século XXI
Em 2001, foram feitas várias melhorias no sistema CCTV e foram instaladas novas luzes de navegação e luzes de aviação. Além disso, a maioria das lâmpadas de rua foi substituída e o pilar de Nova Jérsia, estruturalmente deficiente, foi amplamente reabilitado.

#### Final dos anos 2000 e início dos anos 2010: Planos para a elevação do leito da estrada
No final dos anos 2000, a Autoridade Portuária começou a planejar um projeto para permitir que navios porta-contêineres maiores usassem a Kill Van Kull. A expansão do Canal do Panamá foi anunciada para permitir que novos navios contemporâneos vindos da Ásia chegassem à Costa Leste, mas a ponte era muito baixa para que esses navios maiores passassem por baixo dela no caminho de e para a Baía de Newark. Sua folga de 46-48 m acima do Kill Van Kull, dependendo da maré, já significava que alguns navios contemporâneos, que podiam chegar a 53 m acima da linha d'água, tinham que dobrar os mastros das antenas, receber lastro ou esperar a maré baixa para passar. Os novos e maiores navios Neopanamax pioraram a situação. Se o problema não fosse resolvido, o Porto de Nova Iorque e Nova Jérsia poderia ter perdido negócios significativos de transporte marítimo para outros portos, como Charleston, Carolina do Sul. Em agosto de 2009, a Autoridade Portuária iniciou uma análise de planejamento para determinar como resolver o problema de tiragem de ar. A construção final do projeto de elevação da estrada foi concluída em maio de 2019 com a abertura da nova ciclovia e pedestres mais altos. Além disso, o pilar de Nova Jérsia era estruturalmente deficiente e a ponte estava funcionalmente obsoleta.
A Autoridade Portuária encomendou ao U.S. Army Corps of Engineers (CoE) um estudo sobre a questão, que foi concluído em 2009, e autorizou até US$ 10 milhões para serviços de planejamento e engenharia para desenvolver opções para lidar com a baixa altura da ponte. O estudo do CoE analisou três opções para a ponte, além da opção de não construir. A opção mais rápida que eles identificaram, e a que acabou sendo escolhida, foi um projeto de US$ 1,7 bilhão para elevar a pista da ponte e aumentar sua altura em 40%, o que poderia ser realizado até 2019, no mínimo. Seria necessário um espaço livre de 66 m para comportar os novos navios. Outra opção apresentada foi a construção de uma nova ponte estaiada, que custaria US$ 2,15 bilhões e levaria até 2022.: 33, 35-36 A opção mais cara seria se livrar completamente da ponte e substituí-la por um túnel perfurado ou um túnel imerso pelo qual o tráfego passaria por baixo do Kill Van Kull. Essa opção teria sido a mais demorada, sendo concluída em 2024 e custando de US$ 2,2 a US$ 3 bilhões. Nos documentos iniciais de planejamento, uma ponte de elevação vertical também foi considerada, mas isso não foi investigado mais a fundo no estudo do CoE.
Outro estudo, uma análise ambiental da U.S. Coast Guard, foi encomendado em 2009. A análise foi necessária porque o projeto seria realizado em uma via navegável. O estudo custou mais de US$ 2 milhões, levou quatro anos e resultou em 5.000 páginas de análises. Apesar de sua duração e custo, que impediram o início da construção até 2013, foi uma das revisões ambientais mais rápidas da Guarda Costeira para um projeto tão importante. Em março de 2012, a Autoridade Portuária apresentou uma solicitação ao governo federal para um processo de revisão ambiental acelerado, que foi aprovado em julho de 2012 apesar de alguns residentes em Newark e Staten Island terem dito que queriam que a Guarda Costeira realizasse uma revisão ambiental completa.
De acordo com a Autoridade Portuária, o projeto "Raise the Roadway" traria muitos benefícios, sendo o primeiro o fato de permitir que navios maiores e mais ecológicos passassem pelo porto. Como resultado do projeto, a proporção do arco acima da rodovia seria reduzida, com apenas 22 cabos suspendendo a nova rodovia abaixo do arco, em vez de 30 cabos sustentando a antiga rodovia. Quanto à rodovia propriamente dita, a rodovia única seria substituída por dois novos decks de rodovia com novos píeres de apoio e estradas de acesso. A Route 440 seria ampliada de uma rodovia de 12 m sem acostamentos e quatro pistas de 3,0 m para duas rodovias de 9,37 m com duas pistas de 3,7 m cada, um divisor mediano e acostamentos de 1,45 m. Haveria também uma ciclovia e uma passarela em toda a extensão da ponte, com rampas de acesso para substituir as escadas. O projeto também permite um futuro serviço de trânsito, como o trem ligeiro. Foi proposta a extensão da linha do Trem Ligeiro Hudson-Bergen para Staten Island sobre a ponte, embora os planos finais do projeto não incluam um componente de trânsito rápido. Por fim, o projeto geraria cerca de 2.800 empregos e US$ 240-380 milhões em salários em todo o setor de construção, além de US$ 1,6 bilhão em atividade econômica.
O CoE estimou que a elevação da ponte de Bayonne produziria um benefício nacional de US$ 3,3 bilhões, referindo que 12% de todos os contentores internacionais dos Estados Unidos passam por baixo da ponte, que o porto cria indiretamente 269 900 postos de trabalho e que a atividade portuária gera US$ 11 bilhões em salários nacionais anuais. O projeto permitiria a passagem de 12.000 navios porta-contentores por baixo da ponte, aumentando a capacidade; antes do projeto, os maiores navios autorizados a passar por baixo da ponte eram navios porta-contentores de 9.000. Os congressistas de Nova Iorque e Nova Jérsia pressionaram a Autoridade Portuária para agir rapidamente, apesar da diminuição das receitas resultantes da redução do tráfego nas seis travessias da Autoridade Portuária. A Autoridade Portuária anunciou o seu plano oficial em 2011. A Guarda Costeira realizou duas reuniões públicas sobre a ponte em 2012. As melhorias em Port Jersey, na Baía de Nova Iorque Superior, também estavam em curso.

#### Meados da década de 2010: Construção de uma nova faixa de rodagem
A Autoridade Portuária acreditava que era possível construir a nova estrada sem interromper o fluxo de tráfego entre Staten Island e Bayonne. Em julho de 2012, a Autoridade Portuária anunciou que a construção começaria em meados de 2013, para ser concluída em 2017. Neste cronograma, a remoção da estrada existente seria concluída no final de 2015, a tempo para a abertura do Canal do Panamá alargado. O projeto custaria US$ 1,7 bilhão e duraria cinco anos.
Um dos desafios enfrentados pelo projeto foram os limites apertados da área de construção: as casas residenciais ficavam a menos de 6,1 m do local de trabalho, embora nenhuma delas estivesse no caminho da própria construção. Em 2014, os moradores de Staten Island que viviam perto do local de trabalho de Port Richmond entraram com uma ação judicial, alegando que o trabalho de construção violou a Lei dos Direitos Civis de 1964, expondo comunidades predominantemente minoritárias em Port Richmond a toxinas. Em 2015, alguns residentes de Bayonne apresentaram queixas devido ao ruído excessivo, vibrações, poeira sobre o seu bairro e detritos de construção que caíam da ponte (como lascas de tinta), embora a Autoridade Portuária tenha posteriormente resolvido essas queixas. O projeto exigiria também o encerramento temporário de um parque em Bayonne. Além disso, a ponte de Bayonne permaneceria aberta ao tráfego de veículos durante toda a construção.
Em 24 de abril de 2013, o Conselho de Comissários da Autoridade Portuária adjudicou um contrato de US$ 743,3 milhões a uma empresa comum da Skanska Koch e da Kiewit Infrastructure Company. A construção envolveu primeiro a construção de colunas de apoio e, em seguida, a adição de segmentos rodoviários pré-fabricados utilizando uma grua de pórtico que se deslocava no topo do arco. A grua de pórtico construía uma seção da nova estrada suportada por cabos de cada vez, utilizando uma viga temporária para suportar a estrada existente enquanto cada cabo era substituído. A estrada existente seria então removida. O encerramento temporário da ponte permitiu que novas vigas de pavimento fossem fixadas às cordas do arco para suportar as longarinas de aço que sustentariam a nova estrada. Este trabalho foi acelerado pela administração presidencial de Barack Obama devido à importância do projeto para o comércio nacional, sendo um dos primeiros candidatos à iniciativa "We Can't Wait" de Obama de projetos de infraestruturas importantes. O Governador de Nova Jérsia, Chris Christie, também considerou o projeto uma prioridade elevada para o seu estado.
O caminho de pedestre, em consola a partir do lado ocidental da estrada, foi temporariamente encerrado em 5 de agosto de 2013, para reconstrução e deveria ser transferido para o lado oriental da ponte. A reabertura do caminho de pedestre estava prevista para 2017. Em 2015, a data de conclusão foi adiada para 2019, devido às condições climáticas desfavoráveis registadas no inverno de 2014-2015. Este fato também atrasou a desejada desobstrução da navegação para finais de 2017. Os atrasos no projeto significavam que, com a conclusão da expansão do Canal do Panamá em meados de 2016, os navios de maiores dimensões não poderiam servir Newark, o que poderia afetar negativamente o tráfego para outros portos da costa leste dos Estados Unidos.  A Autoridade Portuária reviu o seu calendário, esperando que o tráfego fosse transferido para a nova via no início de 2017, que a antiga via fosse removida no final de 2017 e que o projeto fosse concluído em meados de 2019, com a conclusão da via para o tráfego no sentido sul. Em novembro de 2016, foi concluído o futuro vão no sentido norte, destinado temporariamente a ambos os sentidos de circulação.
Em 20 de fevereiro de 2017, a estrada oriental (futuro sentido norte) foi aberta ao trânsito, com uma faixa em cada sentido, e a antiga estrada inferior foi permanentemente encerrada. A conclusão da estrada ocidental (futuro sentido sul) estava prevista para 2019, altura em que haveria duas faixas de rodagem em cada sentido e um passeio para peões. Também em 20 de fevereiro, a Ponte de Bayonne tornou-se a primeira travessia da Autoridade Portuária a utilizar um sistema de cobrança eletrônica de pedágio totalmente automatizado e sem dinheiro. Todos os veículos seguem sem parar na praça de portagem. Os que têm E-ZPass são faturados da forma habitual, enquanto as câmaras registam os números das matrículas dos que não têm uma etiqueta E-ZPass e os seus proprietários registados recebem em breve uma fatura de portagem por correio. A autorização de navegação pretendida foi alcançada a 8 de junho de 2017. Dois anos após a abertura da estrada no sentido norte, a 11 de fevereiro de 2019, a nova estrada no sentido sul foi concluída e o fluxo de tráfego da ponte foi restaurado para duas faixas em cada sentido. O caminho de pedestre e a ciclovia foram inauguradas a 24 de maio de 2019. O projeto global recebeu o prêmio Outstanding Civil Engineering Achievement de 2020 da Sociedade Americana de Engenheiros Civis, citando a "sequência de construção pioneira, ... mantendo o tráfego rodoviário e marítimo aberto."

#### Da década de 2020 até à atualidade
A via verde da costa leste foi roteada sobre a passarela em 2021. Caixas de chamada de prevenção de suicídio foram instaladas na passarela de pedestres em março de 2023. Depois de serem implementados na Ponte George Washington em dezembro de 2023, as 11 caixas de chamada K1 no caminho de pedestres foram atualizadas para utilizar o Sistema de Gerenciamento de Emergências Knightscope (KEMS) em março de 2024. Um estudo está sendo iniciado para potencialmente atualizar o equipamento de suicídio existente, bem como adicionar equipamento à rodovia norte. As atualizações incluem a colocação de redes nas vedações do caminho de pedestre e a atualização das caixas de chamadas para aumentar as capacidades de comunicação com a Polícia da Autoridade Portuária.

## Pedágios
A partir de 7 de janeiro de 2024, a taxa de portagem para quem vai de Nova Jérsia para Nova Iorque é de US$ 17,63 para automóveis e motocicletas; não há pedágios para veículos de passageiros que vão de Nova Iorque para Nova Jérsia. Os utilizadores de E-ZPass emitidos em Nova Jérsia e Nova Iorque pagam US$13,38 para automóveis e US$12,38 para motociclos fora das horas de ponta, e US$15,38 para automóveis e US$14,38 para motocicletas nas horas de pico. Os utilizadores frequentes que efetuem mais de três viagens por mês podem beneficiar de descontos ao abrigo do "Staten Island Bridges Plan" (US$7,69 por viagem para automóveis em todas as horas). Aos utilizadores com E-ZPass emitidos por agências fora de Nova Jérsia e Nova Iorque é cobrada a taxa de portagens por correio.
Os pedágio são cobrados apenas para o tráfego no sentido sul. Originalmente, os pedágios eram cobrados em ambas as direções. Em agosto de 1970, a taxa do pedágio foi abolida para os condutores no sentido norte e, ao mesmo tempo, os condutores no sentido sul viram as suas portagens duplicadas. As portagens de onze outras travessias de Nova Iorque-Nova Jérsia e do Rio Hudson ao longo de um trecho de 210 km, desde a Outerbridge Cross, a sul, até à Ponte Rip Van Winkle, a norte, foram alteradas para apenas no sentido leste nessa altura.
O pedágio sem dinheiro em estrada aberta começou em 20 de fevereiro de 2017. As cabines foram desmanteladas e os condutores deixaram de poder pagar em dinheiro na ponte. Em vez disso, existem câmeras montadas em novos pórticos localizados no lado de Staten Island. Um veículo sem E-ZPass tira uma fotografia da sua matrícula e é emitida uma fatura do pedágio.

## Na cultura popular
A Ponte de Bayonne aparece no filme de ficção científica Guerra dos Mundos, de 2005, sendo mostrada várias vezes como paisagens nas cenas passadas na casa da personagem principal em Bayonne; é depois destruída num ataque de extraterrestres. A ponte e a comunidade circundante de Bayonne também foram apresentadas no filme de 2001 Uma Mente Brilhante e no drama prisional Oz, da HBO.